# Landgericht Haag

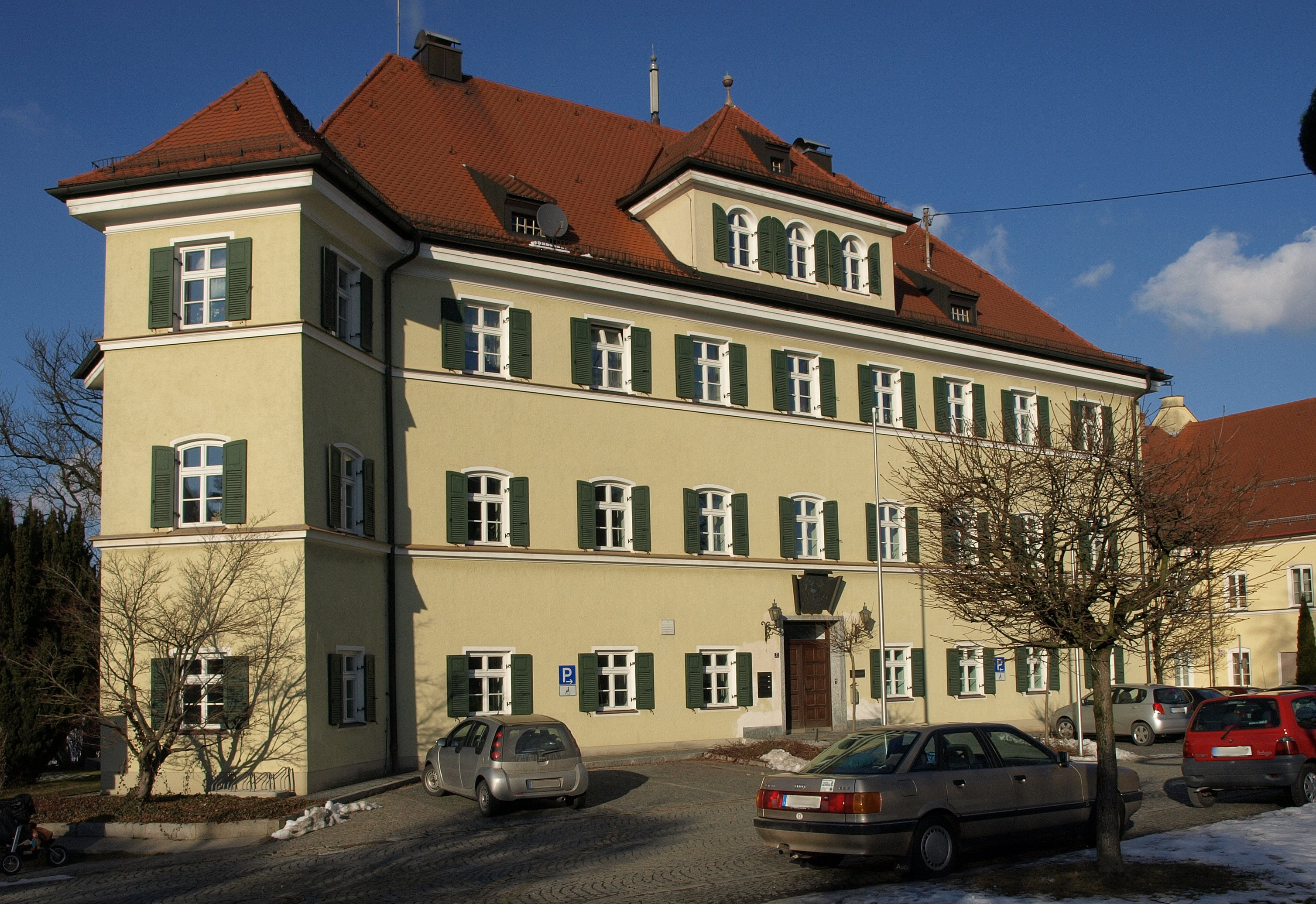
Das ehemalige Gerichtsgebäude

Das Landgericht Haag war ein von 1838 bis 1879 bestehendes bayerisches Landgericht älterer Ordnung mit Sitz in Haag in Oberbayern im heutigen oberbayerischen Landkreis Mühldorf am Inn. Landgerichte waren im Königreich Bayern ursprünglich sowohl Gerichts- als auch Verwaltungsbehörden, die 1862 in administrativer Hinsicht von den Bezirksämtern und 1879 in juristischer Hinsicht von den Amtsgerichten abgelöst wurden.

## Geschichte
Im Jahre 1245 übertrug Kaiser Friedrich II. Sigfrid von Fraunberg für die Herrschaft Haag die Hochgerichtsbarkeit. Im 15. und 16. Jahrhundert wurden die Fraunberger von Reichslehensträgern über Reichsfreiherrn zu erblichen Reichsgrafen erhoben. 1566 nach dem Tod von Graf Ladislaus von Fraunberg-Haag wurde der bayrische Herzog Albrecht V. 1567 mit Haag belehnt. Bis 1803 war Haag eine, wenngleich bayrisch dominierte „freie, den bayrischen Kurlanden nicht eingegliederte Reichsgrafschaft“ mit einem eigenen Gericht, das bereits als Landgericht bezeichnet wurde. Anschließend wurde Haag in den bayerischen Staatsverband integriert und in Wasserburg am Inn ein auch für Haag zuständiges bayerisches Landgericht älterer Ordnung errichtet, aus dem 1838 das Landgericht Haag gebildet wurde.
Das Landgericht Haag umfasste ab 1838 die Gemeinden Albaching, Allmannsau, Au am Inn, Berg, Sankt Christoph, Dachberg, Fürholzen, Gars am Inn, Gatterberg, Haag in Oberbayern, Jeßling, Innach, Isen, Kirchdorf, Kronberg, Lappach, Lengmoos, Maitenbeth, Mittbach, Oberornau, Obertaufkirchen, Pyramoos, Rechtmehring, Reichertsheim, Rosenberg, Schiltern, Schleefeld, Schnaupping, Schönbrunn, Schwindegg, Schwindkirchen, Stadel, Thonbach, Utzenbichl, Westach, Winden und Sankt Wolfgang.

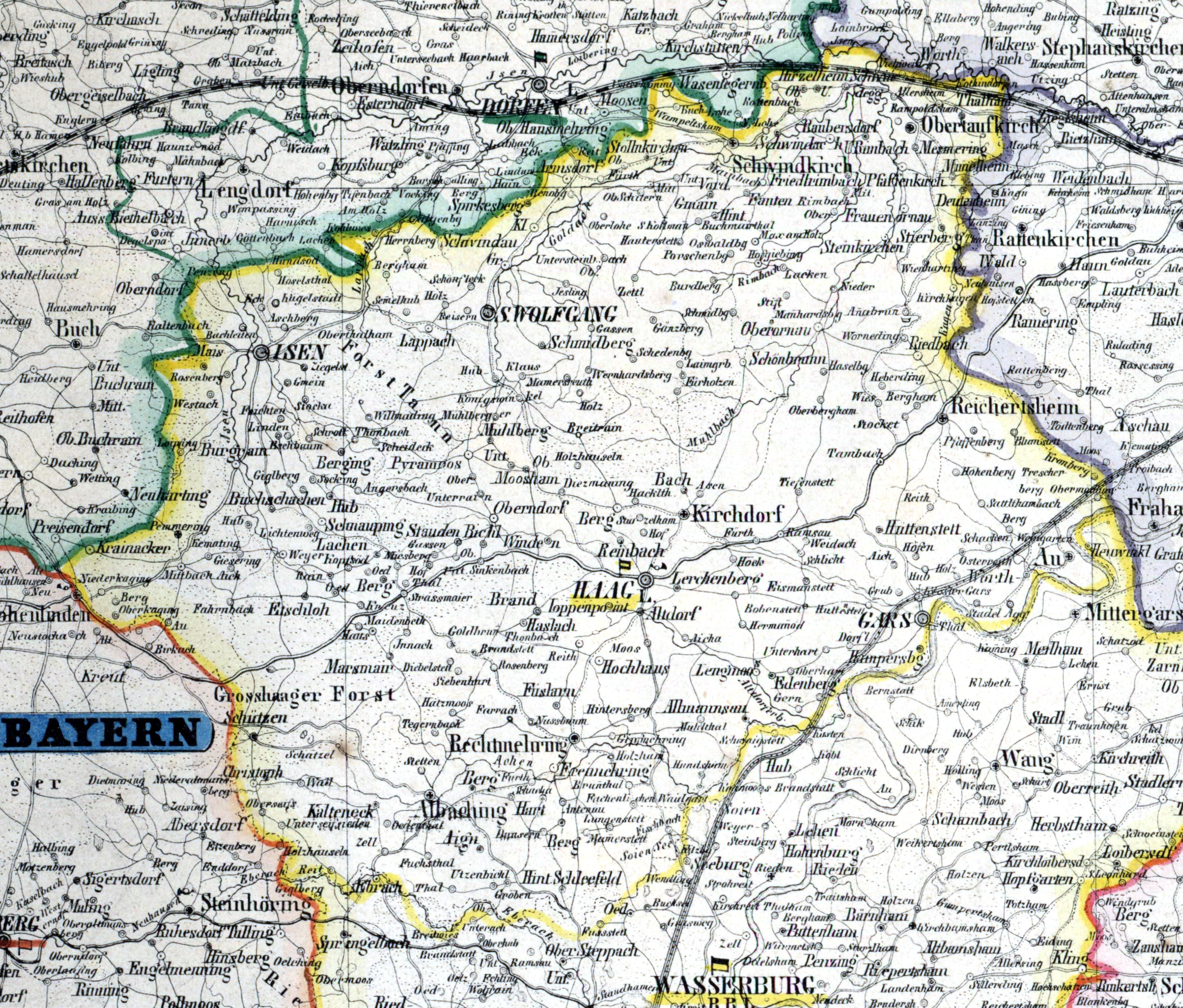
Landgericht Haag auf Administrativ-Karte von 1860

Die Trennung der administrativen und juristischen Aufgaben des Landgerichts erfolgte 1862. Dabei wurde das Bezirksamt Wasserburg durch den Zusammenschluss der Landgerichte älterer Ordnung Haag und Wasserburg neu gebildet. Im Gebiet des königlich bayerischen Bezirksamtes Wasserburg gab es in der Folge die zwei Distriktsgemeinden Haag und Wasserburg. 1879 erreichten die drei Gemeinden Obertaufkirchen, Schwindegg und Schwindkirchen, vom Landgericht Haag wieder zum Landgericht Mühldorf zurückgegliedert zu werden, während Oberornau beim Landgericht Haag bzw. dem Bezirksamt Wasserburg verblieb.
Anlässlich der Einführung des Gerichtsverfassungsgesetzes am 1. Oktober 1879 kam es zur Umbenennung in Amtsgericht Haag in Oberbayern, welches mit Wirkung vom 1. Januar 1970 aufgelöst und sein Bezirk dem Amtsgericht Wasserburg am Inn zugeteilt wurde.